# Club de Caminantes Cusco

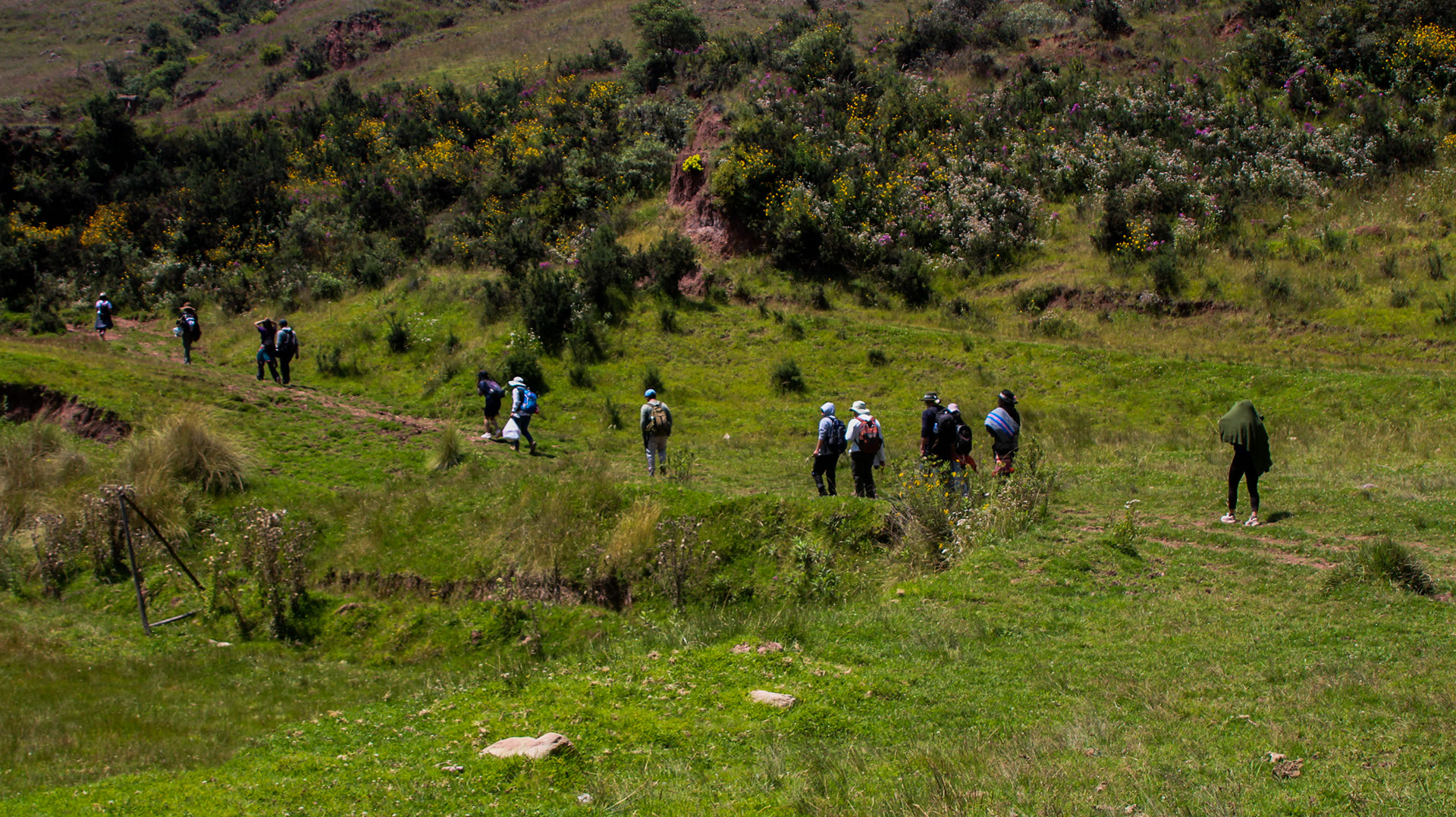
Participantes del Club de Caminantes Cusco en la Granja Kayra

El Club de Caminantes Cusco es una asociación cultural sin fines de lucro creada el 2 de febrero del 2018. Su principal objetivo es la protección, conservación y difusión del patrimonio cultural de la región de Cusco que utiliza la acción de “caminar” como metodología para acercar a los participantes con el patrimonio cultural, material e inmaterial de la región. Organizan caminatas y difunden información cultural a través de sus redes sociales promoviendo el debate y reflexión acerca de los saberes ancestrales y tradicionales.
Fue reconocido como Punto de Cultura mediante la Resolución Directoral 249-20-DGIA-MC.
Obtuvo un premio Concurso “Juventudes y cultura comunitaria” en 2018 con el video caminando hacemos cultura.